# Inégalités de Bell
Pour les articles homonymes, voir Bell.
En physique, les inégalités de Bell, énoncées en 1964 par John Stewart Bell, sont des relations qui tranchent certaines questions liées à la nature de la mécanique quantique. Albert Einstein avait imaginé prolonger la physique classique en ajoutant des paramètres supplémentaires, appelés variables cachées, afin de rendre compte des phénomènes quantiques comme l'intrication : cette hypothèse appelée réalisme local est invalidée par les expériences liées aux inégalités de Bell.
Ces relations doivent respecter les mesures sur des états intriqués dans l'hypothèse d'une théorie déterministe locale à variables cachées. Il a été démontré expérimentalement en 1982 qu'elles sont systématiquement violées dans les cas EPR, obligeant à renoncer à une ou plusieurs des trois hypothèses suivantes, sur lesquelles sont fondées les inégalités de Bell :
- le principe de localité : deux objets distants ne peuvent avoir une influence instantanée l'un sur l'autre, ce qui revient à dire qu'un signal ou une influence ne peut se propager à une vitesse plus grande qu'une vitesse limite, qui se trouve être la vitesse de la lumière dans le vide ;
- la causalité : l'état des particules est déterminé uniquement par leur expérience, c'est-à-dire leur état initial et l'ensemble des influences reçues dans le passé ;
- le réalisme qui, dans l'esprit de l'article original de Bell, signifie que les particules individuelles sont des entités qui possèdent des propriétés propres, véhiculées avec elles.

## Histoire
Le principe d'incertitude d'Heisenberg exprimant une limite fondamentale dans la précision des mesures simultanées de la vitesse et de la position des particules (entre autres), David Bohm propose en 1951 d'abandonner ces paramètres et d'utiliser à la place des valeurs facilement mesurables, comme le spin. C'est en 1964 que John Bell utilise cette idée et formule une inégalité. Son grand intérêt réside dans le fait que « la physique quantique prédit que cette inégalité peut être violée dans certaines conditions expérimentales, alors que selon la physique classique elle doit toujours être vérifiée ». Il existe plusieurs variantes de l'inégalité de Bell, menant à des expériences différentes.
La première expérience indiquant une violation de l'inégalité de Bell a été menée par John Clauser et Stuart Freedman en 1972, mais sa précision était insuffisante pour qu'elle soit concluante. C'est Alain Aspect qui propose en 1975 une expérience suffisamment rigoureuse pour être irréfutable, qu'il réalise en 1982.

## Prémisses conduisant à l'élaboration des inégalités de Bell
Deux particules sont dites dans un état intriqué lorsque l'état des deux particules n'est pas factorisable en un produit tensoriel de deux états à une particule. Cela peut être obtenu par exemple lorsqu'une particule se scinde en deux particules corrélées (annihilation). Les lois de conservation conduisent à des valeurs identiques ou strictement opposées des propriétés de ces deux particules telles que l'impulsion ou le moment angulaire (l'état de spin). Lorsque l'on effectue une même mesure, par exemple la mesure du spin dans une direction donnée, sur deux particules intriquées on obtient deux résultats corrélés (deux résultats identiques dans le cas de la polarisation d'un photon). En pratique, cela s'appuie sur une série expérimentale répétitive, avec un appareillage bien défini.
Ce type de situation est décrit dans le paradoxe EPR. Lorsque Einstein, Podolsky et Rosen (« EPR ») usaient du phénomène de l'intrication pour défendre le réalisme, ils ne se doutaient pas d'avoir soulevé un autre problème encore plus intrigant. Le principe d'une corrélation systématique ne suscita pas plus d'interrogation au commencement. En effet, lors de la formulation du paradoxe en 1935, la prédictibilité certaine semblait être propre à certains types de vecteurs d'états, et en conformité avec la prédictibilité chère aux réalistes.
Une particule dans un état non polarisé peut être mesurée avec un spin vertical ou horizontal avec une chance sur deux. Et des mesures successives sur des particules dans les mêmes conditions d'expériences donneront des résultats imprévisibles. Cependant, dans le cas de particules intriquées, bien que les états des particules appariées soient localement aléatoires pour chaque couple de particules intriquées, on observe toujours une corrélation entre les deux résultats, sans que les états des particules respectives puissent se prédire. Donc, selon la mécanique quantique, l'appariement des particules intriquées apparaît comme étant non compréhensible dans un cadre réaliste, les particules appariées obéissant chacune à la loi des probabilités. Les résultats des mesures suivent en effet une probabilité aveugle selon l'école de Copenhague. En concevant ses fameuses inégalités, Bell ouvrait la voie à la mise sur pied d'un outillage théorique devant permettre de démontrer que la théorie quantique était incomplète. Il devrait exister des variables cachées faisant défaut à la théorie quantique, devant en théorie être mises à nu par les effets d'une observable Δ qui permettrait de mesurer un décalage par rapport aux prédictions quantiques de 41 % dans un espace de Hilbert (l'inégalité de Bell). Ainsi, Bell envisageait de démontrer le principe de séparabilité.
La puissance de prédiction théorique de la mécanique quantique a été vérifiée par diverses expériences construites sur base de la méthode fondée sur l'inégalité de Bell, détruisant jusqu'à ce jour l'argument d'incomplétude de la théorie quantique qui aurait dû dissiper l'incompréhension qui dérange tant les réalistes. Deux particules intriquées forment donc un seul et unique système, d'où la notion de non-séparabilité, appuyant la non-localité. Les particules intriquées semblent ainsi intimement liées, comme si, une fois intriquées, l'espace n'existait plus pour elles, contrevenant à la séparabilité compatible avec la physique relativiste.
Dans le cas de deux particules indépendantes, on décrira l'état comme :
{\displaystyle \left|1,2\right\rangle =\left|1\right\rangle \otimes \left|2\right\rangle }
Tandis que dans le cas intriqué une telle décomposition n'est pas possible.

## Présentation et formulation simplifiée des inégalités de Bell
Une analogie est possible pour présenter et expliquer les idées qui sous-tendent les inégalités de Bell.
Le but est de trouver des relations, des inégalités, que doivent mathématiquement respecter les corrélations entre des paramètres mesurés sur deux particules, qui ont été en interaction, puis séparées et ne pouvant communiquer l'une avec l'autre. Dans ce cas, ces corrélations doivent être déterminées par des variables fixées lors de l'interaction, puis véhiculées avec les particules (ce que l'on appelle des variables cachées).

### Rappels des conditions réelles
Les mesures de la polarisation de deux photons intriqués émis par une source unique (par exemple à la suite d'une conversion paramétrique descendante spontanée ou une annihilation produisant une paire de photons) présentent des corrélations, quelle que soit leur séparation physique au moment de la mesure. Si on fait passer un des photons dans un filtre polarisant, il possède une certaine probabilité de traverser le filtre, ou d'être absorbé, en fonction de l'inclinaison du filtre par rapport à sa polarisation. Si le filtre est parallèle à sa polarisation, le photon traversera le filtre avec une probabilité de 100 %, si le filtre est incliné à 90° par rapport à la polarisation, il sera certainement absorbé. Les deux photons issus d'une même source ont la même polarité, et présentent un comportement prévisible, et corrélé, quand ils sont confrontés à un polariseur. Pour des angles de 0°, 30° et 60°, on a les trois règles :
- si les deux polariseurs sont orientés dans la même direction (0°), les deux photons se comportent toujours de la même façon (transmis tous les deux ou absorbés tous les deux, selon l'angle du polariseur avec la polarisation) ; (R1)
- si les deux polariseurs sont inclinés avec un angle de 30° l'un par rapport à l'autre, alors les deux photons ont un comportement similaire dans exactement 3/4 des cas, et opposés dans 1/4 des cas ; (R2)
- si les deux polariseurs sont inclinés avec un angle de 60° l'un par rapport à l'autre, alors les deux photons ont un comportement similaire dans exactement 1/4 des cas, et opposés dans 3/4 des cas. (R3)

Plus généralement, la probabilité que le comportement des photons soit identique est de {\displaystyle \cos ^{2}\alpha }, où {\displaystyle \alpha } est l'angle entre les deux polariseurs.

### Stratégie de simulation des conditions réelles
Admettons maintenant que nous demandions à deux personnes de se mettre d'accord sur une stratégie pour essayer de simuler le comportement de la paire de photons. Elles sont d'abord réunies dans une pièce où elles peuvent se concerter sur une stratégie, puis elles sont séparées dans deux pièces, sans aucun moyen de communication. Une fois séparées, on leur pose une série de questions sous la forme « 0° ? », « 30° ? », « 60 °? », et elles doivent répondre « T » pour transmission et « A » pour absorption. Les questionneurs doivent poser leur question aléatoirement, sans connaître la question posée par l'autre expérimentateur, et ignorer la stratégie adoptée par les deux personnes.
Le but de la stratégie est de donner toujours la même réponse que l'autre personne quand la question posée est la même, d'être d'accord dans 75% des cas quand les deux questions diffèrent de 30°, et dans 25% des cas quand les deux questions diffèrent de 60° (c'est ce que les photons arrivent à faire, dans les mêmes conditions).
L'ensemble des possibilités de réponse est très restreint (trois questions, deux réponses possibles), et représenté par le tableau ci-dessous :
|                | 0° | 30° | 60° |
| Ensemble A (α) | T  | T   | T   |
| Ensemble B (β) | A  | T   | T   |
| Ensemble C (γ) | T  | A   | T   |
| Ensemble D (δ) | T  | T   | A   |

Inverser les réponses ne change rien concernant le fait que les choix soient semblables ou différents entre les deux personnes, et répondre T/T/T ou A/A/A correspond donc au même ensemble A de réponses.
Une stratégie consiste à déterminer qu'on va utiliser l'ensemble A de réponses pour α % des questions, l'ensemble B pour β % des questions, etc. Une stratégie est donc entièrement déterminée par un quadruplet (α, β, γ, δ), tel que α + β + γ + δ = 1, et α, β, γ, δ >= 0.
Par exemple, avec la stratégie (1,0,0,0), les deux personnes arrivent à toujours simuler la bonne corrélation (la même réponse) quand on leur présente les deux mêmes questions, mais échouent à simuler les corrélations attendues dans les cas où « l'angle entre les deux questions » est 30° (3/4 de réponses égales) ou 60° (1/4 de réponses égales).

### Contraintes et inégalités sur les paramètres de la stratégie
Comment choisir les paramètres (α, β, γ, δ) de manière à simuler correctement les corrélations des photons, sans communiquer, face à des questions aléatoires ?
Pour une stratégie donnée, la probabilité de donner des réponses opposées pour la paire de questions "0° ?"-"60° ?" (ou inversement) est (β + δ) (consulter le tableau permet de s'en convaincre). De même, la probabilité de donner des réponses opposées à la paire de questions "0° ?"-"30° ?" est (β + γ), et pour "30° ?"-"60° ?" : (γ + δ).
Nous devons donc avoir, pour simuler les corrélations des photons :
- {\displaystyle (\beta +\delta )=0,\!75} (R3)
- {\displaystyle (\beta +\gamma )=0,\!25} (R2)
- {\displaystyle (\gamma +\delta )=0,\!25} (R2)

Le problème commence à apparaître : d'un côté on doit avoir {\displaystyle (\beta +\gamma )+(\gamma +\delta )=0,\!25+0,\!25=0,\!5}

Mais d'un autre côté, {\displaystyle (\beta +\gamma )+(\gamma +\delta )=2\gamma +(\beta +\delta )=2\gamma +0,\!75}

Donc, en réunissant les deux résultats, on doit avoir {\displaystyle 2\gamma +0,\!75=0,\!5}, ce qui donne une valeur de {\displaystyle \gamma =-0,\!125}.
Ceci est une probabilité négative, qui n'a aucune signification physique et ne peut exister en pratique.
On voit par cet exemple qu'il existe des relations mathématiquement nécessaires (correspondant à un ensemble d'hypothèses données) entre les corrélations de réponses, et que ces relations peuvent être violées, indiquant qu'une des hypothèses au moins est fausse.
Dans cet exemple, la relation mathématiquement nécessaire est l'inégalité :
L'inégalité de Bell est construite exactement sur ce principe et avec ces idées. Elle s'exprime différemment :
car Bell exprime l'inégalité en termes d'espérance mathématique (moyenne à long terme des valeurs mesurées), et prend en compte d'autres types de corrélations, mais l'idée est la même.

## Les implications en fonction de la mécanique quantique
Dans le cas de la mécanique quantique, si l'angle du premier polariseur est {\displaystyle \alpha } et l'angle du deuxième polariseur est {\displaystyle \beta }, alors le calcul (identique à la probabilité de mesurer le spin selon l'angle {\displaystyle \alpha } alors que l'on sait que le spin a été mesuré selon l'angle {\displaystyle \beta }) donne :
{\displaystyle P\left(\alpha ,\beta \right)=\cos ^{2}\left(\alpha -\beta \right)}
Cette probabilité correspond à la probabilité d'avoir une détection dans le polariseur {\displaystyle \alpha } en coïncidence avec une détection dans le polariseur {\displaystyle \beta }. En calculant cette probabilité pour les trois autres types d'évènements, on peut en déduire le coefficient de corrélation :
{\displaystyle C\left(\alpha ,\beta \right)=2\cos ^{2}\left(\alpha -\beta \right)-1}
On voit que les inégalités de Bell sont violées pour, par exemple, des angles égaux à {\displaystyle \alpha =0^{\circ }}, {\displaystyle \beta =25^{\circ }} et {\displaystyle \gamma =115^{\circ }}.
L'expérience (par exemple celle d'Alain Aspect) a largement confirmé ces résultats et aussi que la loi de Malus était vérifiée sur des photons individuels.
Certains chercheurs ont cependant montré qu'on retrouve classiquement le même résultat qu'en mécanique quantique, si on tient compte du fait que la probabilité de coïncidence n'est pas égale au produit de deux probabilités indépendantes, mais à celui de la probabilité pour que le premier photon soit compté par la probabilité pour que le second le soit, sachant que le premier l'a été.

## Les conséquences théoriques et philosophiques de la violation de ces inégalités
Le résultat d'une mesure n'est pas totalement inscrit dans l'état de la particule puisque les résultats ont une nature probabiliste. Toutefois la mesure sur les deux particules donne bien deux résultats corrélés. Quelle est la nature du lien garantissant le fait que le résultat sera le même ? Plusieurs hypothèses sont possibles.

### L'école de Copenhague
La première approche, celle de l'école de Copenhague, est d'admettre la mécanique quantique telle qu'elle est. De dire que les résultats sont réellement non déterministes et les états intriqués correctement décrits par la mécanique quantique. Cela peut poser de gros problèmes d'interprétations qui ne sont d'ailleurs pas entièrement résolus à notre époque. La nature du « lien » entre les deux particules reste assez difficile à saisir (voir Conclusions). Pour les défenseurs de cette conception de la théorie quantique, les tentatives d'explications de rationalisation de la théorie quantique ne sont pas un problème de physique.

### Théories non locales
Dans le cadre des théories non locales, on émet l'hypothèse qu'un signal instantané (de nature inconnue) permet à une particule d'être informée du résultat d'une mesure sur l'autre particule, pour établir la corrélation de la paire de particules intriquées, qui pourra se vérifier expérimentalement au moment où l'état de la seconde des deux particules sera mesurée à son tour. Certaines variantes de l'expérience d'Aspect montrent que ce signal peut être parfois interprété comme remontant le temps dans le référentiel d'une des deux particules. Ceci soulève un problème conceptuel difficilement admissible, conduisant à des conclusions contredisant le sens commun.

### Variables cachées
L'hypothèse précédente a de fait l'inconvénient d'être en désaccord avec le principe de localité, qui est à la base de la relativité restreinte, sans toutefois que cette dernière soit remise en question du fait de l'impossibilité de transmettre de l'information de manière instantanée. De plus, le comportement probabiliste de la mécanique quantique peut être perçu comme une incomplétude de cette théorie.
Une solution consiste à émettre l'hypothèse que la description quantique de l'état est incomplète. Selon un raisonnement classique, la corrélation pourrait être expliquée par des variables cachées, établies au moment où les deux particules intriquées étaient réunies, et ensuite transportées par chacune d'entre elles. Cela permettrait d'expliquer très simplement les corrélations, qui ne seraient pas plus mystérieuses que les fameuses « chaussettes de Berltmann », du nom d'un professeur qui était réputé pour toujours porter des chaussettes dépareillées. Il existe une « corrélation » entre les deux chaussettes, et – quelle que soit la séparation de celles-ci – il est possible, en mesurant l'une, d'avoir des déductions sur la couleur de l'autre. La "couleur" est en fait une "variable cachée locale" à la chaussette, mais ce genre de variable ne semble pas exister pour l'état de spin (ou tout autre état quantique) de la particule.
Les inégalités de Bell permettent d'éprouver la statistique des corrélations associées à ce type de théories. Leurs violations ont montré que l'intrication ne peut être décrite par une théorie à variables cachées locales, du type "chaussettes de Berltmann". En revanche, la violation des inégalités de Bell n'exclut pas des théories à variables cachées non-locales, comme la théorie de De Broglie-Bohm.

### Multivers (théorie d'Everett)
Une interprétation contre-intuitive, mais cohérente, de l'existence d'états quantiques superposés, se nomme l'interprétation d'Everett. Selon cette interprétation (ce n'est pas une théorie, puisqu'elle ne fournit pas de prédictions nouvelles), la méthode de mesure des états des particules d'une façon ou d'une autre, conduit à une démultiplication soit de l'univers (many-worlds), soit de l'observateur (many-minds), chacun des résultats physiquement possibles ayant lieu de façon locale et séparée dans autant de branches d'univers distinctes (nommés par abus de langage "parallèles"). Suivant cette interprétation proposée par Hugh Everett, les observations en mécanique quantique décrivent simplement, contrairement à la théorie qui inclut tous les possibles, l'univers donné d'un observateur donné à un instant donné. Pour cet observateur, le passé - qui n'est que le sien propre - est fixe, et l'avenir reste multiple
Le fait pour un observateur d'avoir effectué une mesure le positionnerait dans une de ces branches multiples, son résultat particulier n'étant pas lui-même prévisible. Sur le papier, Everett souligne que selon que l'on opère les mesures des particules intriquées avec des polariseurs orientés de la même façon ou de façon opposée, nous obtenons des résultats respectivement compatibles ou non avec la notion de séparabilité. L'hypothèse de multiplication des univers en même temps que d'opérations de mesures fournit un cadre cohérent aux observations de la mécanique quantique, en particulier le paradoxe EPR confirmé par l'expérience d'Alain Aspect.

## Inégalité faible et inégalité forte
Selon la théorie, avec d'hypothétiques instruments performants à 100 % on aurait une corrélation parfaite entre les particules intriquées, ce qui ne peut être vérifié en pratique : des éléments comme la disposition des polariseurs, filtres et détecteurs devaient fausser les résultats des expériences. Pour pouvoir faire une expérience réalisable techniquement, il a donc été nécessaire d'intégrer dans les calculs initiaux de Bell la marge d'erreurs induites par l'appareil expérimental. Il existe des polarisateurs et des filtres opérant avec une efficacité de 95 à 98 %, l'efficacité des photomultiplicateurs étant de l'ordre de 10 à 20 %, il fallait prendre en compte ces limites techniques lors des expériences. Aussi, pour pouvoir tester l'inégalité de Bell avec l'imperfection des techniques existantes, des hypothèses additionnelles de l'inégalité CHSH (en) et de ses variantes (inégalité CH74 et borne de Tsirelson (en)) furent introduites dans les expériences pour transformer les inégalités faibles de Bell − ne pouvant être vérifiées qu'avec des instruments parfaits −, en inégalités fortes enfin vérifiables avec des instruments réels. Inégalités fortes qui furent systématiquement violées par les expériences et confirmant les prédictions quantiques (voir, par exemple, l'expérience d'Aspect et pour une étude plus détaillée la liste des expériences sur les inégalités de Bell).

## Conclusions
Comme les inégalités de Bell sont expérimentalement violées, il semble impossible de construire une théorie locale déterministe à variables cachées rendant compte des résultats expérimentaux. Cela n'interdit pas la construction de théories déterministes non locales à variables cachées. Cependant, le fait que la mécanique quantique n'ait jamais été mise en défaut semble rendre peu utile une telle recherche. Louis de Broglie, a ainsi proposé une modélisation des ondes quantiques où la fonction d'onde ou onde pilote devait guider le mouvement de la particule de façon causale et déterministe, mais non locale. La particule devant se trouver potentiellement sur toute l'étendue de l'onde pilote, une onde bien réelle et définie dans l'espace en temps réel. Dans cette théorie, la variable cachée est la force de potentiel quantique. L'expérience des fentes de Young a permis de vérifier certains aspects de cette thèse sur base de l'analyse de la diffraction. Néanmoins, si la plupart des théories explicitement non locales (signaux instantanés) semblent être en contradiction avec la relativité restreinte, il est intéressant de signaler que la relativité restreinte et la mécanique quantique sont compatibles. D'autres résultats comme le théorème de Kochen-Specker renforcent cette attitude.
Dans ce cadre d'approche, l'intrication qui établit la corrélation entre les particules intriquées peut être vue comme étant réalisée par une transmission d'information qui est qualifiée "d'instantanée", l'observation d'une des particules réduisant la fonction d'onde de la seconde particule de façon matricielle. Ceci est considéré comme interdit par la physique relativiste. Cependant, ce qui est déterminé comme un transfert d'information échappe à tout contrôle jusqu'à ce que les deux particules soient respectivement observées. Or, en pratique, il faut observer les deux particules successivement et comparer leurs états par un canal d'information relativiste parfaitement classique. Ce qui permet sur le papier, avec l'ajout de la notion de réduction de fonction d'onde de la mécanique quantique, de ne pas violer ce principe fondamental de la physique relativiste. Enfin, comme en témoigne la cryptographie quantique, l'état instantané de la première particule obtenue de façon aléatoire qui doit déterminer l'état de la seconde particule n'étant pas prévisible, l'information transmise de façon matricielle est ignorée avant l'observation des deux particules respectives, il n'y a ainsi aucun moyen de transférer des informations en se fondant sur les propriétés de l'intrication.
Selon la mécanique quantique, il faut considérer les particules intriquées comme un seul objet devenu inséparable, étant donné que selon l'expérimentation la mécanique quantique est non locale. Notre intuition naturelle ne permettant pas d'appréhender la réalité de façon non locale, la corrélation entre les particules intriquées nous parait inacceptable. Cette vision séparatiste donnant l'impression d'un lien instantané est suggérée par l'interprétation de Copenhague de la mécanique quantique, qui toutefois se défend de vouloir donner un modèle physique de la réalité, mais simplement des règles opérationnelles. Même si ce n'est pas la seule, c'est l'interprétation la plus répandue et la plus évidente en ce qu'elle est une image directe du comportement probabiliste des mesures expérimentales. Selon l'école de Copenhague, les tentatives de donner un sens aux résultats mathématiques des prévisions quantiques ne sont plus des problèmes de physique.
Quoi qu'il en soit, le problème de l'interprétation de la violation des inégalités de Bell, de l'intrication et de la mécanique quantique en général est un problème difficile et le débat reste ouvert.

#### Travaux originaux
- (en) J. S. Bell, « On the Einstein Podolsky Rosen Paradox », Physics, vol. 1, no 3,‎ 1964, p. 195-200 (lire en ligne)
- (en) J. S. Bell, « On the problem of hidden variables in quantum mechanics », Review of Modern Physics, vol. 38, no 3,‎ 1966, p. 447-452 (DOI 10.1103/RevModPhys.38.447)
- (en) J. S. Bell, « Introduction to the hidden variable question », dans Proceedings of the International School of Physics "Enrico Fermi", Course IL, Foundations of Quantum Mechanics, 1971, p. 171-181

- (en) J. S. Bell, Speakable and Unspeakable in Quantum Mechanics : collected papaers on quantum philosophy, Cambridge/New-York/Port Chester etc., Cambridge University Press, 1987, 212 p. (ISBN 0521334950)
- (en) M. Bell, K. Gottfried et M. Veltman, John S Bell on the foundations of quantum mechanics, World Scientific, 2001 (ISBN 981-02-4688-9)

#### Autres
- Banesh Hoffmann et Michel Paty (trad. de l'anglais), L'Étrange Histoire des quanta, Paris, Éditions du Seuil, 1981, 282 p. (ISBN 2020054175)
- Alain Aspect, « Quelques tests expérimentaux des fondements de la mécanique quantique (en optique) », dans Université de tous les savoirs (sous la direction d'Yves Michaux), Qu'est-ce que l'Univers ?, Odile Jacob, 2001 (ISBN 9782738109170), p. 589-602

- (en) Alain Aspect, « Bell's Theorem: The naive view of an experimentalist », dans R. A. Bertlmann et A. Zeilinger (eds.), Quantum [un]speakables - From Bell to quantum information, Springer, 2002 (ISBN 3540427562)

- (en) R. Jackiw et A. Shimony, « The depth and breadth of John Bell's physics », Physics in Perspective, vol. 4,‎ 2002, p. 78-116

- Sven Ortoli et Jean-Pierre Pharabod, Le cantique des quantiques : Le monde existe-t-il ?, Paris, La Découverte, coll. « Poche », 2007, 152 p. (ISBN 978-2-7071-5348-7)
- (en) Asher Peres, « All the Bell inequalities », Foundations of Physics, vol. 29,‎ 1999, p. 589-614

- (en) H. M. Wiseman, « From Einstein's theorem to Bell's theorem: a history of quantum nonlocality », Contemporary Physics, vol. 47,‎ 2006, p. 79-88

- Nicolas Gisin (préf. Alain Aspect), L'Impensable Hasard : Non-localité, téléportation et autres merveilles quantiques, Paris, Odile Jacob, 2012, 170 p. (ISBN 978-2-7381-2831-7)
- Alain Aspect, Si Einstein avait su, Odile Jacob, 2025, 363 p. (ISBN 978-2415-00702-7).